# Volkswagen Lupo
 "Lupo" omdirigeres hertil. For skibsklassen, se Lupo-klassen.
Volkswagen Lupo (type 6X) var den første europæiske mikrobilsmodel fra Volkswagen, som var næsten identisk med SEAT Arosa, der blev introduceret i 1997
Lupo kom først på markedet i efteråret 1998, selv om Volkswagen allerede i 1991 havde udvist interesse for at deltage i mikrobilsklassen med prototypen Chico . Bilen fandtes kun som tredørs og kunne enten have fire eller fem siddepladser. Den havde et ret lille bagagerum, som dog kunne gøres større ved at klappe bagsædet frem.

## Historie
Lupo blev frem til midten af 2001 bygget i Wolfsburg, hvorefter produktionen (med undtagelse af 3L TDI-modellen) blev flyttet til Bruxelles.
Der blev i alt fremstillet næsten 490.000 biler af typen Lupo. Salgstallene steg efter introduktionen årligt frem til år 2000, hvorefter de gradvist faldt; mulige grunde kan være en relativt høj pris og den begrænsede anvendelighed på grund af det lille bagagerum og de trange pladsforhold på bagsædet.
I juli 2005 blev produktionen af Lupo indstillet. Lupoens plads i Volkswagens modelprogram blev derefter besat af den i Brasilien byggede Volkswagen Fox. Fox-modellerne blev i Brasilien og Mexico markedsført under Lupo-navnet.
Lupo er det italienske ord for "ulv", og skal hentyde til hovedfabrikken i Wolfsburg.

## Motorer
I starten fandtes Lupo kun med sugedieselmotoren og benzinmotorerne med 37 kW (50 hk) og 55 kW (75 hk). I 1999 fulgte begge TDI-motorerne og Lupo 16V med en 1,4-liters benzinmotor med 74 kW (100 hk) og centralt placeret udstødningsenderør. Hullet mellem de to mindste motorer blev i 2000 lukket med en 8-ventilet version af 1,4-liters benzinmotoren med 44 kW (60 hk).
Samme år fulgte Lupo GTI med 92 kW (125 hk) og FSI-modellen med 77 kW (105 hk), som begge var udstyret med karrosseriet fra Lupo 3L TDI. FSI var den eneste version, som ikke blev produceret frem til 2005 men allerede udgik i 2003. 1,0-litersmotoren med motorkendebogstaverne AHT var baseret på Škoda Favorit/Felicias 1,3-liters stødstangsmotor, som i princippet var den samme motor som var monteret som hækmotor de sidste år i Škoda 130.

### Tekniske data

#### Benzinmotorer
|                                                | 1.0                  | 1.0                     | 1.4                  | 1.4                              | 1.4                  | 1.4 FSI1                     | 1.6 GTI1             |
| Byggeperiode                                   | 10/1998−5/2000       | 10/1998−7/2005          | 9/2000−7/2005        | 10/1998−7/2005                   | 5/1999−7/2005        | 9/2000−11/2003               | 6/2000−7/2005        |
| Motordata                                      |                      |                         |                      |                                  |                      |                              |                      |
| Motorkendebogstaver                            | AHT                  | AER, ALL, ALD, ANV, AUC | AUD                  | AHW, AKQ, APE, AUA, BBY          | AFK, AQQ, AUB        | ARR                          | AVY                  |
| Motortype                                      | R4-benzinmotor       | R4-benzinmotor          | R4-benzinmotor       | R4-benzinmotor                   | R4-benzinmotor       | R4-benzinmotor               | R4-benzinmotor       |
| Antal ventiler pr. cylinder                    | 2                    | 2                       | 2                    | 4                                | 4                    | 4                            | 4                    |
| Ventilstyring                                  | OHV, kæde            | OHC, tandrem            | OHC, tandrem         | DOHC, tandrem                    | DOHC, tandrem        | DOHC, tandrem                | DOHC, tandrem        |
| Fødesystem                                     | Multipoint           | Multipoint              | Multipoint           | Multipoint                       | Multipoint           | Direkte                      | Multipoint           |
| Trykladning                                    | –                    | –                       | –                    | –                                | –                    | –                            | –                    |
| Køling                                         | Vandkøling           | Vandkøling              | Vandkøling           | Vandkøling                       | Vandkøling           | Vandkøling                   | Vandkøling           |
| Boring × slaglængde                            | 72,0 × 61,2 mm       | 67,1 × 70,6 mm          | 76,5 × 75,6 mm       | 76,5 × 75,6 mm                   | 76,5 × 75,6 mm       | 76,5 × 75,6 mm               | 76,5 × 86,9 mm       |
| Slagvolume                                     | 997 cm³              | 999 cm³                 | 1390 cm³             | 1390 cm³                         | 1390 cm³             | 1390 cm³                     | 1598 cm³             |
| Kompressionsforhold                            | 10,5:1               | 10,7:1                  | 10,4:1               | 10,5:1                           | 10,5:1               | 11,5:1                       | 11,5:1               |
| Maks. effekt ved omdr./min.                    | 37 kW (50 hk) 5000   | 37 kW (50 hk) 5000      | 44 kW (60 hk) 4700   | 55 kW (75 hk) 5000               | 74 kW (100 hk) 6000  | 77 kW (105 hk) 6200          | 92 kW (125 hk) 6500  |
| Maks. drejningsmoment ved omdr./min.           | 84 Nm 3250           | 86 Nm 3000−3600         | 116 Nm 3000          | 126 Nm 3800                      | 126 Nm 4400          | 130 Nm 4250                  | 152 Nm 3000          |
| Kraftoverførsel                                |                      |                         |                      |                                  |                      |                              |                      |
| Drivende hjul                                  | Forhjul              | Forhjul                 | Forhjul              | Forhjul                          | Forhjul              | Forhjul                      | Forhjul              |
| Gearkasse (standardudstyr)                     | 5-trins manuel       | 5-trins manuel          | 5-trins manuel       | 5-trins manuel                   | 5-trins manuel       | 5-trins sekventiel manuel    | 5-trins manuel2      |
| Gearkasse (ekstraudstyr)                       | –                    | –                       | –                    | 4-trins automatisk               | –                    | –                            | –                    |
| Præstationer3                                  |                      |                         |                      |                                  |                      |                              |                      |
| Topfart                                        | 152 km/t             | 152 km/t                | 160 km/t             | 172 km/t (168 km/t)              | 188 km/t             | 199 km/t                     | 205 km/t             |
| Acceleration 0-100 km/t                        | 18,0 sek.            | 17,7 sek.               | 14,3 sek.            | 12,0 sek. (13,9 sek.)            | 10,0 sek.            | 11,8 sek.                    | 8,2 sek.             |
| Brændstofforbrug pr. 100 km ved blandet kørsel | 5,9 liter Blyfri 954 | 5,8 liter Blyfri 954    | 6,2 liter Blyfri 954 | 6,2 liter (7,2 liter) Blyfri 954 | 6,6 liter Blyfri 985 | 4,9 liter Blyfri 985         | 7,3 liter Blyfri 985 |
| CO2-udslip ved blandet kørsel                  | 142 g/km             | 139 g/km                | 149 g/km             | 149 g/km (173 g/km)              | 158 g/km             | 118 g/km                     | 175 g/km             |
| Bemærkninger                                   |                      |                         |                      |                                  |                      |                              |                      |
|                                                |                      |                         |                      |                                  |                      | Ikke egnet til E10-brændstof |                      |

#### Dieselmotorer
|                                                | 1.2 TDI 3L                | 1.4 TDI                   | 1.7 SDI            |
| Byggeperiode                                   | 6/1999−7/2005             | 5/1999−7/2005             | 10/1998−7/2005     |
| Motordata                                      |                           |                           |                    |
| Motorkendebogstaver                            | ANY, AYZ                  | AMF                       | AKU                |
| Motortype                                      | R3-dieselmotor            | R3-dieselmotor            | R4-dieselmotor     |
| Antal ventiler pr. cylinder                    | 2                         | 2                         | 2                  |
| Ventilstyring                                  | OHC, tandrem              | OHC, tandrem              | OHC, tandrem       |
| Fødesystem                                     | Pumpe/dyse                | Pumpe/dyse                | Direkte            |
| Trykladning                                    | Turbolader, ladeluftkøler | Turbolader, ladeluftkøler | –                  |
| Køling                                         | Vandkøling                | Vandkøling                | Vandkøling         |
| Boring × slaglængde                            | 76,5 × 86,4 mm            | 79,5 × 95,5 mm            | 79,5 × 86,4 mm     |
| Slagvolume                                     | 1191 cm³                  | 1422 cm³                  | 1716 cm³           |
| Kompressionsforhold                            | 19,5:1                    | 19,5:1                    | 19,5:1             |
| Maks. effekt ved omdr./min.                    | 45 kW (61 hk) 4000        | 55 kW (75 hk) 4000        | 44 kW (60 hk) 4200 |
| Maks. drejningsmoment ved omdr./min.           | 140 Nm 1800−2400          | 195 Nm 2200               | 115 Nm 2200−3000   |
| Kraftoverførsel                                |                           |                           |                    |
| Drivende hjul                                  | Forhjul                   | Forhjul                   | Forhjul            |
| Gearkasse                                      | 5-trins sekventiel manuel | 5-trins manuel            | 5-trins manuel     |
| Præstationer                                   |                           |                           |                    |
| Topfart                                        | 165 km/t                  | 170 km/t                  | 157 km/t           |
| Acceleration 0-100 km/t                        | 14,7 sek.                 | 12,3 sek.                 | 16,8 sek.          |
| Brændstofforbrug pr. 100 km ved blandet kørsel | 3,0 liter Diesel          | 4,3 liter Diesel          | 4,4 liter Diesel   |
| CO2-udslip ved blandet kørsel                  | 81 g/km                   | 116 g/km                  | 119 g/km           |

## Lupo 3L TDI
Lupo 3L TDI (type 6E) kom på markedet i 1999 og var med et normforbrug på 2,99 liter dieselolie pr. 100 km verdens første seriefremstillede 3-liters-bil. Bilen var udstyret med en trecylindret rækkemotor og havde en lav cw-værdi på 0,29.
I Danmark er 3L-udgaven den mest kendte version af Lupo. Mange af dem der havde bestilt en ny 3L-udgave, kunne ikke få bilen leveret. Dette medførte en stor efterspørgsel på nyere brugte modeller. Danmarks største importør af disse, Eurobiler, gik på storkøb i Tyskland for at stille de danske kunder tilfredse. Denne handel kunne lade sig gøre, da den i moderlandet var forholdsmæssigt dyr, idet andre Lupo-modeller med dieselmotorer på 1,4 og 1,7 liter kunne fås til betydelig lavere priser. Dermed havde tyskerne ingen økonomiske gevinster i form af det lave brændstofforbrug pga. den høje anskaffelsespris.
Folketinget besluttede i 1999 en ændring af loven om registreringsafgift. Dette betød, at særdeles brændstoføkonomiske biler fik et afslag i registreringsafgiften. Da loven næsten udelukkende blev benyttet af Volkswagen, blev den populært kaldt for Lupoloven. Reduktionen i registreringsafgiften var til og med 2005 33,3 % – herefter 20 %.
Reduktionen i registreringsafgiften medførte, at de forskellige dieselvarianter i Danmark stort set kom til at koste det samme, og dermed blev det mere interessant at købe 3L-udgaven – netop pga. det lave brændstofforbrug og en årlig ejerafgift på blot 160 kr.
Ud over udviklingen af en sparsom motor blev der under udviklingen af Lupo 3L TDI også satset på letbyggeteknik. Dertil hørte brugen af de lette byggematerialer magnesium og aluminium og den dermed forbundne nyudvikling af byggedele. Derudover var ruderne i Lupo 3L TDI fremstillet af tyndere glas end i den almindelige Lupo. Dermed var Lupo 3L TDI ca. 150 kg lettere end Lupo 1,7 SDI.
Motoren var en trecylindret TDI-dieselmotor på 1,2 liter med 45 kW (61 hk), fremstillet komplet af aluminium.
Eco-tasten i 3L'eren skal være aktiveret for at man kan leve op til at køre 33,3 km/l, og der tænder en grøn kontrollampe på instrumentbrættet, der meddeler dette. Ved dette program skiftes gearene ved maks 3.000 omdrejninger, uden Eco først ved omkring 4.000 omdrejninger. Selv om Eco er aktiveret, kan der dog udføres "kickdown" ved overhalinger, hvor omdrejningsbegrænsingen så bliver sat ud af kraft.
Lupo 3L TDI er udstyret med et start/stop-system: Holdes bremsen nede i mere end 4 sekunder, slukker motoren, og så snart pedalen slippes, starter den igen. Dette gælder dog ikke for versioner med elektromagnetisk servostyring. Funktionen kan slås fra, hvis Eco-tasten slukkes.
Slipper føreren speederen, kobler elektronikken ud og bilen ruller videre i friløb. Denne funktion er heller ikke til stede, når Eco-tasten slukkes.
Bagklappens aerodynamik blev optimeret. For at nedsætte bilens vægt yderligere blev bagrudens glastykkelse reduceret og bagklappen fremstillet i to dele: den yderste del af aluminium og den inderste af magnesium. Denne vægtreduktion førte til, i forbindelse med de til udnyttelsen af afgiftsfordelene foreskrevne energisparedæk, til problemer med bilens køreegenskaber: Specielt når føreren kørte alene i bilen, havde den en stor tendens til overstyring. For at kunne bibeholde den allerede udviklede aluminium/magnesium-bagklap og de allerede eksisterende produktionsanlæg, blev der monteret blyvægte i den bageste kofanger. Denne specielle bagklap blev kun monteret frem til maj 2001, og blev fra modelåret 2002 erstattet af stålbagklappen fra den "almindelige" Lupo. Allerede til modelåret 2001 (fra juni 2000) blev startbatteriet monteret i reservehjulsbrønden i bagagerummet for at belaste baghjulene mere. Med disse forhold kunne en af de 7 kg tunge blyvægte fjernes. Ligeledes bortfaldt muligheden for, i stedet for det som standard medleverede dæktætningssæt, at kunne bestille et nødhjul som ekstraudstyr. Som følge af flytningen af batteriet og monteringen af den tungere bagklap kunne begge vægte nu undværes.
Motorhjelmen og dørene blev dog fortsat fremstillet af aluminium. En automatiseret manuel gearkasse, som på mange måder svarende til den i Polo III benyttede almindelige manuelle gearkasse, sørgede for tidlig opgearing og dermed lave omdrejningstal. Gearkassen havde en meget høj udveksling. Teknisk set var det en speciel løsning: En almindelig manuel gearkasse og en kobling blev betjent hydraulisk. Gearkassehuset er udformet lidt mindre end normalt for at nedsætte mængden af gearolie. Nogle af tandhjulene er ligeledes hullede, igen for at nedsætte vægten. En udskiftning af en sådan gearkasse er meget dyr.
På trods af, at gearkassen i sin tekniske opbygning svarer til en almindelig manuel gearkasse, opfatter føreren den som et automatgear:
Gearene vælges af bilens styreboks, der finder frem til det rette tidspunkt gennem mange forskellige målinger, der løbende foretages under kørslen. På den måde køres der altid i det mest økonomiske gear. Med tiptronic-systemet kan føreren dog ligeledes skifte gearene manuelt.
På grund af den indskrænkede funktionalitet (tre døre, lille bagagerum og dårlig plads ved bagsædet) og den høje anskaffelsespris fandt Lupo 3L TDI ingen bred købergruppe.
Med et skadestofudslip på 81 gram CO2 pr. kilometer har Volkswagen Lupo 3L TDI siden sin introduktion opfyldt kriterierne for billig klassificering som 3-liters-bil i hjemlandet Tyskland (max. 90 g/km CO2). Derudover var modellen den første dieseldrevne personbil, som opfyldt Euro4-normen. Ældre modeller opfylder Euro3-normen. Udvidelsen af start/stop-systemet med friløb (rulning med åbnet kobling) bidrog til brændstofbesparelse og dermed også nedsat CO2-udslip.
Hele Lupo-serien kunne fra maj 2005 ikke længere bestilles som nye biler. Et partikelfilter tilbydes ikke af Volkswagen til Lupo 3L TDI, heller ikke mod merpris eller som tilbehør til eftermontering, men bilen kan dog alligevel tildeles en grøn miljømærkat uden partikelfilter.
Ifølge bilens instruktionsbog kan Lupo 3L TDI også køre på rapsmethylester (RME) uden nogen form for justering eller ændring af motoren.
- Volkswagen Lupo 3L TDI (fra modelår 2002)
- Lupo 3L TDI bagfra
- Aerodynamisk og vægtoptimeret bagklap fra Volkswagen Lupo 3L TDI, modelår 1999 til 2000 (venstre), sammenlignet med en almindelig bagklap.
- Omdrejningstæller og brændstofforbrugsindikator (nederst til højre).

### Dansk popularitet
Lupo 3L blev i Danmark solgt i et hidtil uset antal sammenlignet med det samlede antal produceret. Det første år aftog Danmark 15 procent af den samlede produktion af Lupo 3L, og andelen steg med årene helt op til 60 procent. For sammenligningens skyld tildeler Volkswagen i gennemsnit 0,6 procent af produktionen til danske kunder. Årsagen til den store danske aftagelse af den samlede produktion af Lupo 3L skyldtes, at Lupoen er helt speciel i afgiftsmæssige henseender, da den sammen med Audi A2 3L TDI er de eneste bilmodeller, som kvalificerer sig til laveste ejerafgift for dieseldrevne personbiler og til år 2005 kvalificerede sig til en trediedels nedslag i registreringsafgiften.
I oktober 2000 tildelte Motorjournalisternes Klub Danmark Lupo 3L TDI en ærespris på grund af modellens miljøvenlighed.

## Lupo FSI
Lupo FSI var en slags benzinudgave af Lupo 3L, med et brændstofforbrug på ca. 5 liter/100 km. Modellen havde samme automatiserede gearkasse som 3L, men med andre udvekslingsforhold. Udefra var modellen næsten identisk med 3L, men med en mere almindelig kølergrill og uden magnesiumrattet fra 3L. Lupo FSI blev udelukkende markedsført i Tyskland og Østrig.

## Lupo GTI
Lupo GTI blev fra juni 2000 og frem til 2002 bygget på hovedfabrikken i Wolfsburg og fra 2003 i Bruxelles i Belgien, men på grund af den lave efterspørgsel og den nye indstigningsmodel, Fox, udgik modellen af produktion i 2005.
1,6-litersmotoren med 16 ventiler (med variabel indsugningsknastaksel, forhjulstræk og fra 2001 sekstrins gearkasse) med en effekt på 92 kW (125 hk) ved 6500 omdr./min. og et drejningsmoment på 152 Nm ved 3000 omdr./min. brugte 8,2 sekunder fra 0 til 100 km/t, og gav bilen en topfart på 205 km/t. Modellen var af fabrikanten opgivet til et gennemsnitligt brændstofforbrug på 7,3 liter Super Plus (98 oktan) pr. 100 km. Motoren opfyldt Euro4-normen.
De påskruede forskærme, dørene og motorhjelmen var fremstillet af aluminium. Batteriet var for at spare vægt monteret bagi bilen, som ikke havde noget reservehjul.
Bilen var ca. 20 mm sænket, og havde bredere forskærme, dæk i størrelse 205/45 R 15 V, dobbelt udstødningsenderør i midten og en forstørret hækspoiler. Kabinen var udstyret med sportssæder med røde syninger, røde sikkerhedsseler, pedaler af aluminium, højdejusterbart rat, kombiinstrument med kromringe, forkromede visere og udendørstermometer samt rat, gearstangspose og håndbremse af læder. Tagbeklædningen, fartgrebene samt solskærmene var i modsætning til den normale Lupo sorte. Bilen var som standard udstyret med bixenon-forlygter og Bosch Aerotwin-vinduesviskere.
For den aktive sikkerhed sørgede skivebremser samt ABS, ASR og ESP. Lupo GTI kunne bestilles i de udvendige farver sort, tornadorød/flashrød, ravennablå/laserblå, reflexsølv/moonsilver og blå-antrazit. Den præcise farvekode for farverne rød, blå og sølv er afhængig af modelåret.
- Volkswagen Lupo GTI (2000−2005)
- Bagfra
- Kabinen i Lupo GTI
- Motoren i Lupo GTI
- De til Lupo GTI tilgængelige udvendige farver

## Tidslinje
I løbet af sin syvårige byggetid gennemgik Lupo en hel del mest tekniske men også få optiske modifikationer, men dog aldrig − i modsætning til f.eks. Polo eller Passat − noget egentligt facelift. De vigtigste modifikationer i årenes løb var som følger:
1998
Introduktion af Lupo med følgende motorer:
- 1.0 37 kW (50 hk)
- 1.4 55 kW (75 hk)
- 1.7 SDI 44 kW (60 hk)

1999
Yderligere motorer:
- 1.4 74 kW (100 hk)
- 1.4 TDI 55 kW (75 hk)
- Økonomiversion 3L TDI med 1.2 TDI 45 kW (61 hk) og letbygget karrosseri.

2000
Maj: Modificeret midterkonsol; betjeningskontakterne flyttes fra under radioen til over askebægeret.
Juni:
- GTI-version med 1.6 16V 92 kW (125 hk)-motor fra Polo GTI og karrosseri fra Lupo 3L TDI, kommer dog ikke til Danmark.
- Batteriet i Lupo 3L flyttes fra motorrummet til reservehjulsbrønden, samt bortfald af muligheden for at bestille nødhjul i stedet for dæktætningssæt.

September: Yderligere motorer:
- 1.4 44 kW (60 hk); bliver ny basismodel i Danmark hvor 1,0 samtidig udgår.[11]
- 1.4 FSI 77 kW (105 hk) med direkte benzinindsprøjtning og karrosseri og gearkasse fra Lupo 3L TDI, kommer dog ikke til Danmark.

2001
Maj: Aluminium/magnesium-bagklappen på Lupo 3L erstattes af stålbagklappen fra de øvrige Lupo-versioner.
Juni: GTI nu med seks gear.
2002
Maj: Bortfald af nødnøglen.
2003
November: Indstilling af Lupo FSI.
2004
Dansk import af samtlige versioner (med undtagelse af 3L TDI) ophører.
2005
Juli: Produktionen indstilles, og den brasilianskbyggede efterfølger Fox introduceres.

## Volkswagen Lupo (Mexico)
I Mexico sælges den brasilianske Volkswagen Fox, som i sommeren 2005 afløste Lupo i Europa, med 1,6-liters benzinmotor som tre- og femdørs under navnet Lupo.

## Stelnumre
Stelnumrene var lavet ifølge den internationale norm og blev fastlagt pr. modelår. De fortløbende serienumre begynder hos Volkswagen i hvert modelår normalt med 000001 og fortsættes under fabrikationen af førserie- og seriebiler. Det højeste stelnummer i hvert modelår antyder dermed også det i det pågældende modelår antal fremstillede førserie- og seriebiler.
Der findes dog undtagelsestilfælde, hvor førseriebiler, hvor de allerede løbende numre er blevet benyttet, af produktionstekniske eller kvalitive grunde ikke er blevet meldt færdige. Derudover sælges førseriebiler ikke som nye biler.
Produktionstidsrummene i Volkswagens modelår er ikke identiske med kalenderårene. Lupo blev oprindeligt udviklet og typeprøvet med modelkoden 6X. Efter produktionen af 121 førseriebiler af denne modeltype som 1998-modeller startede serieproduktionen på fabrikken i Wolfsburg til modelåret 1999. Med modelåret 2002 blev produktionen af 6X-modelserien flyttet til fabrikken i Bruxelles.
Udviklingen af Lupo 3L TDI med letbygningskarrosseri blev som en selvstændig modelserie, 6E. De første førseriebiler af denne modeltype blev fremstillet som 1999-modeller, og de første seriebiler som 2000-modeller. Da letbygningskarrosseriet i modificeret form også blev benyttet til GTI og FSI, tilhører disse versioner også modelserie 6E.

### Højeste stelnumre for type 6X Lupo
- Modelår 1998: WVW ZZZ 6X Z W W 000121 (kun førseriebiler)
- Modelår 1999: WVW ZZZ 6X Z X W 107945
- Modelår 2000: WVW ZZZ 6X Z Y W 068501
- Modelår 2001: WVW ZZZ 6X Z 1 W 091800
- WVW ZZZ 6X Z 1 B 000010 (kun førseriebiler fremstillet i Bruxelles)

### Højeste stelnumre for type 6E Lupo letbygning
- Modelår 1999: WVW ZZZ 6E Z X W 000218 (kun førseriebiler)
- Modelår 2000: WVW ZZZ 6E Z Y W 007952
- Modelår 2001: WVW ZZZ 6E Z 1 W 009719

### De enkelte tegns betydning
- 1. tegn: Produktionsland (W = Tyskland).
- 2. og 3. tegn: Fabrikant (VW = Volkswagen).
- 4. til 6. tegn: Udfyldningstegn (ZZZ).
- 7. og 8. tegn: Modelserie (6X = Lupo, 6E = Lupo letbygning).
- 9. tegn: Udfyldningstegn (Z).
- 10. tegn: Modelår (W = 1998, X = 1999, Y = 2000, 1 = 2001, 2 = 2002 osv.).
- 11. tegn: Produktionssted (W = Wolfsburg, B = Bruxelles).
- 12. til 17. tegn: Fortløbende serienummer.

I kalenderår (ikke at forveksle med modelår) blev der under betegnelsen Lupo bygget:
- 1998: 64.844 stk.,
- 1999: 89.757 stk.,
- 2000: 97.403 stk.,
- 2001: 82.238 stk.,
- 2002: 70.377 stk.,
- 2003: 53.061 stk.,
- 2004: 24.434 stk.,
- 2005: 5.742 stk.,
- Totalt: 487.856 stk.,[13]

## Logoer for specialmodeller
- Volkswagen Lupo College
- Volkswagen Lupo Cambridge
- Volkswagen Lupo Oxford
- Volkswagen Lupo Princeton
- Volkswagen Lupo Rave